# Sericochroa varona
Sericochroa varona är en fjärilsart som beskrevs av William Schaus 1901. Sericochroa varona ingår i släktet Sericochroa och familjen tandspinnare. Inga underarter finns listade i Catalogue of Life.